# Kristoffer Zachariassen
Kristoffer Zachariassen (Sotra, 27 gennaio 1994) è un calciatore norvegese, centrocampista del Ferencváros.

## Carriera

### Club
Dopo aver giocato con le maglie di Sund e Sotra, Zachariassen è stato ingaggiato dal Nest-Sotra. Al termine del campionato 2013, la squadra ha conquistato la promozione in 1. divisjon.
Il 18 agosto 2016, il Sarpsborg 08 ha reso noto l'ingaggio di Zachariassen, che si sarebbe aggregato al nuovo club a partire dal 1º gennaio 2017, con un contratto biennale.
Ha esordito in Eliteserien il 2 aprile 2017, schierato titolare nella vittoria interna per 3-1 sul Sogndal: nella stessa sfida, ha trovato il primo gol nella massima divisione locale.
Il 7 aprile 2017 ha prolungato il contratto che lo legava al Sarpsborg 08, fino al 31 dicembre 2020.
Il 12 luglio 2018 ha disputato la prima partita nelle competizioni europee per club, venendo impiegato nel successo per 0-4 sull'ÍBV Vestmannæyja.
Il 4 dicembre 2019 è stato reso noto il suo trasferimento al Rosenborg, a cui si è legato con un contratto quadriennale.

### Nazionale
Il 6 giugno 2021 esordisce in nazionale maggiore nell'amichevole persa 2-1 contro la Grecia.

## Statistiche

### Presenze e reti nei club
Statistiche aggiornate al 5 febbraio 2025.
| Stagione            | Club                | Campionato          | Campionato | Campionato | Coppe nazionali | Coppe nazionali | Coppe nazionali | Coppe continentali | Coppe continentali | Coppe continentali | Supercoppe | Supercoppe | Supercoppe | Totale | Totale |
| Stagione            | Club                | Comp                | Pres       | Reti       | Comp            | Pres            | Reti            | Comp               | Pres               | Reti               | Comp       | Pres       | Reti       | Pres   | Reti   |
| ------------------- | ------------------- | ------------------- | ---------- | ---------- | --------------- | --------------- | --------------- | ------------------ | ------------------ | ------------------ | ---------- | ---------- | ---------- | ------ | ------ |
| 2010                | Sund                | 3D                  | ?          | ?          | CN              | ?               | ?               | -                  | -                  | -                  | -          | -          | -          | ?      | ?      |
| 2011                | Sund                | 3D                  | ?          | ?          | CN              | ?               | ?               | -                  | -                  | -                  | -          | -          | -          | ?      | ?      |
| gen.-ago. 2012      | Sund                | 4D                  | ?          | ?          | CN              | ?               | ?               | -                  | -                  | -                  | -          | -          | -          | ?      | ?      |
| Totale Sund         | Totale Sund         | Totale Sund         | ?          | ?          |                 | ?               | ?               |                    | -                  | -                  |            | -          | -          | ?      | ?      |
| ago.-dic. 2012      | Sotra               | 3D                  | 9          | 1          | CN              | -               | -               | -                  | -                  | -                  | -          | -          | -          | 9      | 1      |
| 2013                | Nest-Sotra          | 2D                  | 19         | 3          | CN              | 1               | 0               | -                  | -                  | -                  | -          | -          | -          | 20     | 3      |
| 2014                | Nest-Sotra          | 1D                  | 29         | 5          | CN              | 2               | 0               | -                  | -                  | -                  | -          | -          | -          | 31     | 5      |
| 2015                | Nest-Sotra          | 1D                  | 29         | 4          | CN              | 2               | 0               | -                  | -                  | -                  | -          | -          | -          | 31     | 4      |
| 2016                | Nest-Sotra          | 2D                  | 24         | 8          | CN              | 4               | 0               | -                  | -                  | -                  | -          | -          | -          | 28     | 8      |
| Totale Nest-Sotra   | Totale Nest-Sotra   | Totale Nest-Sotra   | 101        | 20         |                 | 9               | 0               |                    | -                  | -                  |            | -          | -          | 110    | 20     |
| 2017                | Sarpsborg 08        | ES                  | 29         | 8          | CN              | 5               | 2               | -                  | -                  | -                  | -          | -          | -          | 34     | 10     |
| 2018                | Sarpsborg 08        | ES                  | 26         | 4          | CN              | 2               | 0               | UEL                | 13                 | 3                  | -          | -          | -          | 28     | 5      |
| 2019                | Sarpsborg 08        | ES                  | 29         | 6          | CN              | 3               | 0               | -                  | -                  | -                  | -          | -          | -          | 32     | 6      |
| Totale Sarpsborg 08 | Totale Sarpsborg 08 | Totale Sarpsborg 08 | 84         | 18         |                 | 10              | 2               |                    | 13                 | 3                  |            | -          | -          | 107    | 23     |
| 2020                | Rosenborg           | ES                  | 29         | 12         | CN              | 0               | 0               | UEL                | 4                  | 1                  | -          | -          | -          | 33     | 13     |
| 2021                | Rosenborg           | ES                  | 12         | 8          | CN              | 0               | 0               | UECL               | 0                  | 0                  | -          | -          | -          | 12     | 8      |
| Totale Rosenborg    | Totale Rosenborg    | Totale Rosenborg    | 41         | 20         |                 | 0               | 0               |                    | 4                  | 1                  |            | -          | -          | 45     | 21     |
| 2021-2022           | Ferencváros         | NB1                 | 25         | 3          | MK              | 5               | 4               | UCL+UEL            | 5+6                | 0                  | -          | -          | -          | 41     | 7      |
| 2022-2023           | Ferencváros         | NB1                 | 27         | 7          | MK              | 2               | 1               | UCL+UEL            | 6+8                | 2+3                | -          | -          | -          | 43     | 13     |
| 2023-2024           | Ferencváros         | NB1                 | 28         | 6          | MK              | 5               | 2               | UCL+UECL           | 2+14               | 0+4                | -          | -          | -          | 49     | 12     |
| 2024-2025           | Ferencváros         | NB1                 | 17         | 0          | MK              | 1               | 2               | UCL+UEL            | 4+10               | 2+1                | -          | -          | -          | 32     | 5      |
| Totale Ferencvaros  | Totale Ferencvaros  | Totale Ferencvaros  | 97         | 16         |                 | 13              | 9               |                    | 55                 | 12                 |            | -          | -          | 165    | 37     |
| Totale carriera     | Totale carriera     | Totale carriera     | 332        | 75         |                 | 32              | 11              |                    | 72                 | 16                 |            | -          | -          | 436    | 102    |

### Cronologia presenze e reti in nazionale
| Cronologia completa delle presenze e delle reti in nazionale ― Norvegia | Cronologia completa delle presenze e delle reti in nazionale ― Norvegia | Cronologia completa delle presenze e delle reti in nazionale ― Norvegia | Cronologia completa delle presenze e delle reti in nazionale ― Norvegia | Cronologia completa delle presenze e delle reti in nazionale ― Norvegia | Cronologia completa delle presenze e delle reti in nazionale ― Norvegia | Cronologia completa delle presenze e delle reti in nazionale ― Norvegia | Cronologia completa delle presenze e delle reti in nazionale ― Norvegia |
| Data                                                                    | Città                                                                   | In casa                                                                 | Risultato                                                               | Ospiti                                                                  | Competizione                                                            | Reti                                                                    | Note                                                                    |
| ----------------------------------------------------------------------- | ----------------------------------------------------------------------- | ----------------------------------------------------------------------- | ----------------------------------------------------------------------- | ----------------------------------------------------------------------- | ----------------------------------------------------------------------- | ----------------------------------------------------------------------- | ----------------------------------------------------------------------- |
| 6-6-2021                                                                | Malaga                                                                  | Norvegia                                                                | 1 – 2                                                                   | Grecia                                                                  | Amichevole                                                              | -                                                                       | 46’                                                                     |
| 17-11-2022                                                              | Dublino                                                                 | Irlanda                                                                 | 1 – 2                                                                   | Norvegia                                                                | Amichevole                                                              | -                                                                       | 63’                                                                     |
| 20-11-2022                                                              | Oslo                                                                    | Norvegia                                                                | 1 – 1                                                                   | Finlandia                                                               | Amichevole                                                              | -                                                                       | 46’                                                                     |
| Totale                                                                  |                                                                         | Presenze                                                                | 3                                                                       |                                                                         | Reti                                                                    | 0                                                                       |                                                                         |

## Palmarès

### Club

#### Competizioni nazionali
- Campionato ungherese: 4

Ferencváros: 2021-2022, 2022-2023, 2023-2024, 2024-2025
- Coppa d'Ungheria: 1

Ferencváros: 2021-2022